# Nande koko ni sensei ga!?
Nande koko ni sensei ga!? (なんでここに先生が!?, litt. « Pourquoi êtes-vous ici Professeur !? ») est une série de manga écrite et dessinée par Soborō. L'histoire suit la comédie érotique d'enseignantes et de leurs élèves qui se retrouvent dans d'improbables situations gênantes et embarrassantes. La série est aussi appelée en anglais Why the Hell are You Here, Teacher!? (litt. « Pourquoi diable êtes-vous ici, Professeur !? »).
Le manga est initialement publié comme one-shot dans le magazine Weekly Young Magazine de Kōdansha en 2015 ; il est en cours de parution régulière dans le même magazine depuis le 24 avril 2017. Une adaptation en une série télévisée d'animation par le studio tear-studio est diffusée pour la première fois entre le 8 avril 2019 et le 24 juin 2019 au Japon,.

## Intrigue
Le lycéen Ichirō Satō ne cesse de se retrouver dans des situations érotiques avec Kana Kojima, une jeune enseignante qui a la réputation d'être un démon. Au fil de la série, d'autres couples d'enseignantes et d'élèves sont également présentés et ce également dans des situations embarrassantes.

## Personnages

### Enseignantes
Kana Kojima (児嶋 加奈, Kojima Kana)
Voix japonaise : Marina Inoue (drama CD), Sumire Uesaka (anime),
L'un des premiers personnages de la série est une enseignante de japonais âgée de 23 ans au lycée Kawanuma Ouest (川沼西高校, Kawanuma Nishi kōkō) qui est aussi surnommée « Kojima, la démone » (鬼の児嶋, Oni no Kojima) car elle est stricte et autoritaire. Cependant, lorsqu'elle est proche de Ichirō Satō, elle est timide et maladroite, et ils se retrouvent souvent dans de nombreuses situations érotiques. Elle est originaire de la même ville que la mère de Satō. Quand elle était encore une lycéenne, elle était timide et portait des lunettes, mais Satō l'a encouragée à devenir enseignante. Plus tard, elle et Satō forment un couple. Dans un chapitre bonus du 1er volume, elle lui rend souvent visite pendant ses études universitaires.
Mayu Matsukaze (松風 真由, Matsukaze Mayu)
Voix japonaise : Yūko Gotō,
Une enseignante d'art et une conseillère auprès du Bureau des élèves (B.D.E.) au lycée Kawanuma Ouest. C'est une petite femme qui coiffe ses cheveux en tresses et a une poitrine plantureuse. Elle est appréciée des étudiants qui l'appellent Sainte Matsukaze (聖母松風, Seibo Matsukaze) car elle est gentille et douce. Comme Kojima, elle devient vraiment maladroite et tête en l'air quand elle côtoie la personne qu'elle aime, à savoir Rin Suzuki, qui l'a déjà aidée dans le passé lorsqu'elle tentait de se présenter à l'examen de certification d'enseignant à temps.
Hikari Hazakura (葉桜 ひかり, Hazakura Hikari)
Voix japonaise : Shizuka Ishigami (ja),
Une enseignante d'EPS au lycée Kawanuma Est (川沼東高校, Kawanuma Higashi kōkō). Elle est très énergique et assez espiègle mais elle est appréciée de ses élèves. Elle est une conseillère du B.D.E. de l'école et entraîne également l'équipe de natation. Elle tourne très occasionnellement autour de Takashi qui est son voisin et son ami d'enfance qu'elle surnomme « Taka » (タカ).
Chizuru Tachibana (立花 千鶴, Tachibana Chizuru)
Voix japonaise : Nozomi Yamamoto,
L'infirmière du lycée Kawanuma Est (川沼東高校, Kawanuma Higashi kōkō). Elle a les cheveux gris clair. Son surnom est « Tachibana, le zéro absolu » (絶対零度の立花, Zettaireido no Tachibana) pour son attitude froide et sans expression envers les étudiants. Voulant au départ mieux communiquer avec les étudiants en général, elle commence à aimer Kō Tanaka et ne se gêne pas pour changer de vêtements devant lui. Elle finit par accepter ses aveux à la fin du 4e volume.
Francesca Homura (ホムラ・フランチェスカ, Homura Furanchesuka)
Une nouvelle enseignante adjointe de langues au lycée Kawanuma Ouest. Elle a 16 ans et une ancienne camarade de classe de Saya et Yorito. Elle a sauté des classes, étudié à l'étranger et a obtenu son diplôme universitaire avant de revenir au Japon. Elle aime Yorito et espère gagner son affection.

### Élèves
Ichirō Satō (佐藤一 郎, Satō Ichirō)
Voix japonaise : Ryōta Suzuki (ja),
Un lycéen de Kawanuma Ouest âgé de 18 ans en troisième année qui continue de se retrouver dans des situations embarrassantes avec son enseignante Kana Kojima. C'est un bon élève qui est prêt à obtenir son diplôme et à aller à l'université. Dans le 2e volume, il révèle à son ami Rin Suzuki que lui et Kana sortent ensemble. Dans le chapitre bonus du 1er volume, il est devenu un étudiant et Kana lui rend fréquemment visite.
Rin Suzuki (鈴木 凛, Suzuki Rin)
Voix japonaise : Toshiki Masuda,
Un lycéen de deuxième année de Kawanuma Ouest. Il a une apparence effrayante à cause de sa taille et de ses yeux, mais est un ami de Satō depuis le collège. Satō demande à Rin d'essayer de se faire de nouveaux amis puisqu'il est diplômé et qu'il passe plus de temps avec Kana. Rin a du mal pour cela, mais le plus souvent, il se retrouve dans des situations embarrassantes avec son enseignante Mayu Matsukaze.
Saya Matsukaze (松風 さや, Matsukaze Saya)
Voix japonaise : Yuka Ōtsubo (ja)
La petite sœur de Mayu, une lycéenne de Kawanuma Ouest et la trésorière du B.D.E.. Elle porte des lunettes et est plus sensible que sa tête en l'air de sœur. Elle devient plus tard la présidente du B.D.E..
Takashi Takahashi (高橋 隆, Takahashi Takashi)
Voix japonaise : Kazutomi Yamamoto (ja),
Un lycéen en première année de Kawanuma Est et le trésorier du B.D.E.. Il est un voisin d'Hikari Hazakura, qu'il appelle « Grande sœur Hika » (ひか姉, Hika ane), mais il est toujours traité comme un gamin par cette dernière.
Kō Tanaka (田中 甲, Tanaka Kō)
Voix japonaise : Yūsuke Kobayashi,
Un lycéen en troisième année de Kawanuma Est et un ami de Satō et de Suzuki depuis le collège. Il était le président du B.D.E.. Trois mois avant d'obtenir son diplôme, il promet de se faire une petite amie, mais se retrouve dans des situations embarrassantes avec Chizuru Tachibana. Il se confesse auprès de cette dernière qui accepte finalement après qu'il a obtenu son diplôme.
Yorito Itō (伊藤 依人, Itō Yorito)
Un lycéen en première année de Kawanuma Ouest lorsque Saya passe en troisième année. Il est amoureux de Saya, mais le plus souvent, il se retrouve dans des situations embarrassantes avec Francesca Homura.

## Productions et supports

### Manga
Nande koko ni sensei ga!? (なんでここに先生が!?) est écrite et dessinée par Soborō. La série est initialement publiée dans le magazine de prépublication de seinen manga Weekly Young Magazine sous la forme d'une série irrégulière de one-shot intitulée Golden Times (ゴールデンタイムズ, Gōruden Taimuzu) avec le 46e numéro de 2015 du magazine, les 18e, 31e et 32e numéros de 2016,,. Elle est ensuite renommée pour prendre le titre actuel et est sortie comme une courte série entre les 46e et 51e numéros de 2016 du même magazine,. La série est officiellement relancée dans le 21e numéro du Young Magazine, paru le 24 avril 2017. Les chapitres sont rassemblés et édités dans le format tankōbon par Kōdansha avec le premier volume publié en janvier 2017 ; la série compte à ce jour onze volumes tankōbon.

#### Liste des volumes
| no | Japonais          | Japonais                                                                   |
| no | Date de sortie    | ISBN                                                                       |
| --- | ----------------- | -------------------------------------------------------------------------- |
| 1 | 6 janvier 2017    | 978-4-06-382904-4                                                          |
| 2 | 6 septembre 2017, | 978-4-06-510150-6 (édition régulière) 978-4-06-510348-7 (édition spéciale) |
| Extra : L'édition spéciale est comprise avec un livret en couleur. |                   |                                                                            |
| 3 | 5 janvier 2018,   | 978-4-06-510804-8 (édition régulière) 978-4-06-510899-4 (édition limitée)  |
| EXTRA : L'édition limitée de ce volume comporte un drama CD. |                   |                                                                            |
| 4 | 7 mai 2018,       | 978-4-06-511380-6 (édition régulière) 978-4-06-511726-2 (édition spéciale) |
| Extra : L'édition spéciale est comprise avec un livret en couleur. |                   |                                                                            |
| 5 | 5 octobre 2018,   | 978-4-06-513157-2 (édition régulière) 978-4-06-513748-2 (édition spéciale) |
| Extra : L'édition spéciale est comprise avec un livret en couleur. |                   |                                                                            |
| 6 | 6 mars 2019,      | 978-4-06-514807-5 (édition régulière) 978-4-06-514808-2 (édition spéciale) |
| Extra : L'édition spéciale est comprise avec un livret en couleur. |                   |                                                                            |
| 7 | 20 juin 2019,     | 978-4-06-515747-3 (édition régulière) 978-4-06-513770-3 (édition limitée)  |
| Extra : L'édition limitée est comprise avec un livret en couleur et le premier coffret DVD de la série anime qui contient les versions non censurées des quatre premiers épisodes.           |                   |                                                                            |
| 8 | 6 septembre 2019, | 978-4-06-516982-7 (édition régulière) 978-4-06-513771-0 (édition limitée)  |
| Extra : L'édition limitée est comprise comprise avec un livret en couleur et le deuxième coffret DVD de la série anime qui contient les versions non censurées des quatre épisodes suivants. |                   |                                                                            |
| 9 | 6 décembre 2019,  | 978-4-06-517858-4 (édition régulière) 978-4-06-513772-7 (édition limitée)  |
| Extra : L'édition limitée est comprise avec un livret en couleur et le troisième coffret DVD de la série anime qui contient les versions non censurées des quatre derniers épisodes.         |                   |                                                                            |
| 10 | 7 mai 2020,       | 978-4-06-519541-3 (édition régulière) 978-4-06-519559-8 (édition spéciale) |
| Extra : L'édition spéciale est comprise avec un livret en couleur. |                   |                                                                            |
| 11 | 6 novembre 2020,  | 978-4-06-521335-3 (édition régulière) 978-4-06-521334-6 (édition spéciale) |
| Extra : L'édition spéciale est comprise avec un livret en couleur. |                   |                                                                            |

### Anime
Une adaptation en une série télévisée d'animation a été révélée en octobre 2018 dans le 44e numéro du Young Magazine,. Celle-ci est réalisée par Toshikatsu Tokoro au sein du studio d'animation tear-studio avec Hiraku Kaneko en tant que réalisateur en chef, des scripts de Yūki Takabayashi et Yuri Fujimaru, des character designs fournis par MKazuhiko Tamura et une bande originale composée par Gin,. La série est diffusée pour la première fois au Japon entre le 8 avril 2019 et le 24 juin 2019 sur Tokyo MX et BS11, et un peu plus tard sur AT-X,. La série est composée de 13 épisodes dont le dernier, non-diffusé, sera publié avec le coffret Blu-ray le 11 décembre 2019.
La chanson de l'opening de la série, intitulée Bon♡ kyu—♡ Bon wa kare no mono ♡ (ボン♡キュッ♡ボンは彼のモノ♡), est interprétée par Sumire Uesaka, tandis que celle de l'ending, intitulée Ringo-iro Memories (りんご色メモリーズ, Ringo-iro memorīzu), est interprétée par Sumire Uesaka, Yūko Gotō, Shizuka Ishigami (ja) et Nozomi Yamamoto dans une version de leurs personnages respectifs,.

#### Liste des épisodes
| No                | Titre français | Titre japonais                                     | Titre japonais                                         | Date de 1re diffusion |
| No                | Titre français | Kanji                                              | Rōmaji                                                 | Date de 1re diffusion |
| ----------------- | -------------- | -------------------------------------------------- | ------------------------------------------------------ | --------------------- |
| 1                 | 1er instant    | 1時限目 ゴールデンタイムズ/汗尻泉                  | 1 jigenme - Gōrudentaimuzu / Kanketsusen               | 8 avril 2019          |
| [Chapitres 1-3]   |                |                                                    |                                                        |                       |
| 2                 | 2e instant     | 2時限目 雨宿り/風梨汁                              | 2 jigenme - Amayadori / Painappurujūsu                 | 15 avril 2019         |
| [Chapitres 4-5]   |                |                                                    |                                                        |                       |
| 3                 | 3e instant     | 3時限目 よいどれ/大人げ                            | 3 jigenme - Yoi dore / Otonage                         | 22 avril 2019         |
| [Chapitres 7-8]   |                |                                                    |                                                        |                       |
| 4                 | 4e instant     | 4時限目 約束                                       | 4 jigenme - Yakusoku                                   | 29 avril 2019         |
| [Chapitre 10]     |                |                                                    |                                                        |                       |
| 5                 | 5e instant     | 5時限目 聖母in／まん◯ん電車                        | 5 jigenme - Seibo in / Man ◯ n densha                  | 6 mai 2019            |
| [Chapitres 11-12] |                |                                                    |                                                        |                       |
| 6                 | 6e instant     | 6時限目 ウキ雨季DAY／ぴぎぃバック                  | 6 jigenme - Uki uki DAY / Pigii Bakku                  | 13 mai 2019           |
| [Chapitres 15-20] |                |                                                    |                                                        |                       |
| 7                 | 7e instant     | 7時限目 ミッション淫ポッシブル／ラブラブお買いもの | 7 jigenme - Misshon In Posshiburu / Raburabu o kaimono | 20 mai 2019           |
| [Chapitres 21-23] |                |                                                    |                                                        |                       |
| 8                 | 8e instant     | 8時限目 ソウナンですね／キーすとーん               | 8 jigenme - Sounandesu ne / Kīsutōn                    | 27 mai 2019           |
| [Chapitres 25-28] |                |                                                    |                                                        |                       |
| 9                 | 9e instant     | 9時限目 Sikin'／所YOU権                            | 9 jigenme - Sikin' / Sho YOU-ken                       | 3 juin 2019           |
| [Chapitres 29-30] |                |                                                    |                                                        |                       |
| 10                | 10e instant    | 10時限目 無氷情／シャンパンツ                      | 10 jigenme - Mu hyōjō / Shanpantsu                     | 10 juin 2019          |
| [Chapitres 31-33] |                |                                                    |                                                        |                       |
| 11                | 11e instant    | 11時限目 海水欲／挿入洞                            | 11 jigenme - Kaisui yoku / Sōnyū hora                  | 17 juin 2019          |
| [Chapitres 35-37] |                |                                                    |                                                        |                       |
| 12                | 12e instant    | 12時限目 美ター&吸ィート／おめでた                 | 12 jigenme - Bitā & Suīto / Omedeta                    | 24 juin 2019          |
| [Chapitres 39-40] |                |                                                    |                                                        |                       |
| 13                | 13e instant    | なんでここに先生たちが!?                           | Nande koko ni sensei-tachi ga!?                        | 11 décembre 2019      |
| [Chapitre 40]     |                |                                                    |                                                        |                       |

## Accueil
Les critiques d'Anime News Network ont émis des avis variés sur la série d'animation. James Beckett a écrit que « ce n'est pas une « bonne » série, mais bonté divine, j'ai un peu rigolé à quel point c'était sans honte. » Pour Lynzee Loveridge, il s'agit là de « porno édité diffusé par une station de télévision japonaise. » Nick Creamer indique pour sa part que le premier épisode « sait vraiment comment mettre en place une scène sexuellement chargée, et a même les valeurs de production pour rendre ses personnages vraiment attrayants. » Theron Martin avance que « si vous trouvez attirant des suppositoires et une personne qui se retient d'uriner, vous aimerez peut-être celle-ci, mais cela ne vise sans aucun doute qu'un certain type de pervers. »